# Шванцер, Карл
Карл Шва́нцер (нем. Karl Schwanzer; 21 мая 1918, Вена — 10 августа 1975, Вена) — австрийский архитектор, автор архитектурных проектов зданий штаб квартиры и музея BMW.

## Биография

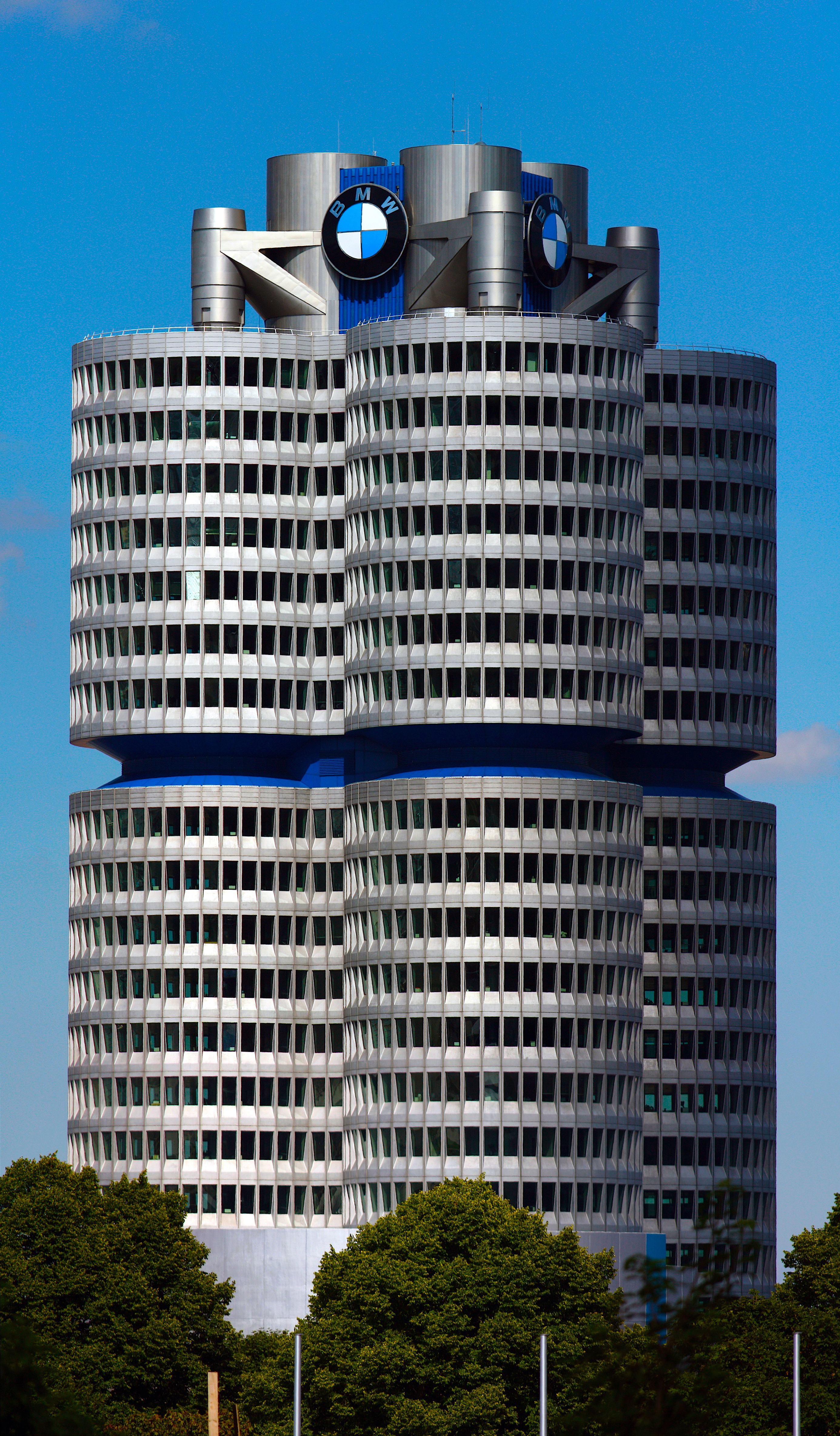
Администрация концерна BMW. 2010

Карл Шванцер родился в 1918 году в Вене, в семье простых людей. Любовь к строительству привили ему его отец и дядя-плотник, который и научил его этому ремеслу. После окончания средней школы в Вене в 1936 году он решил изучать архитектуру в Венском техническом университете, который окончил в 1940 году. Во время учёбы он работал техником в нескольких архитектурных фирмах. Уже через год после окончания университета за свою работу «Новые строительные работы в освобожденной Верхней Силезии. Кольцо в Жорах. Реконструкция и дизайн» (Нем. Arbeit Neues Bauen im befreiten Oberschlesien. Der Ring in Sohrau. Entschandelung und Gestaltung) он получил научную степень доктора философии.

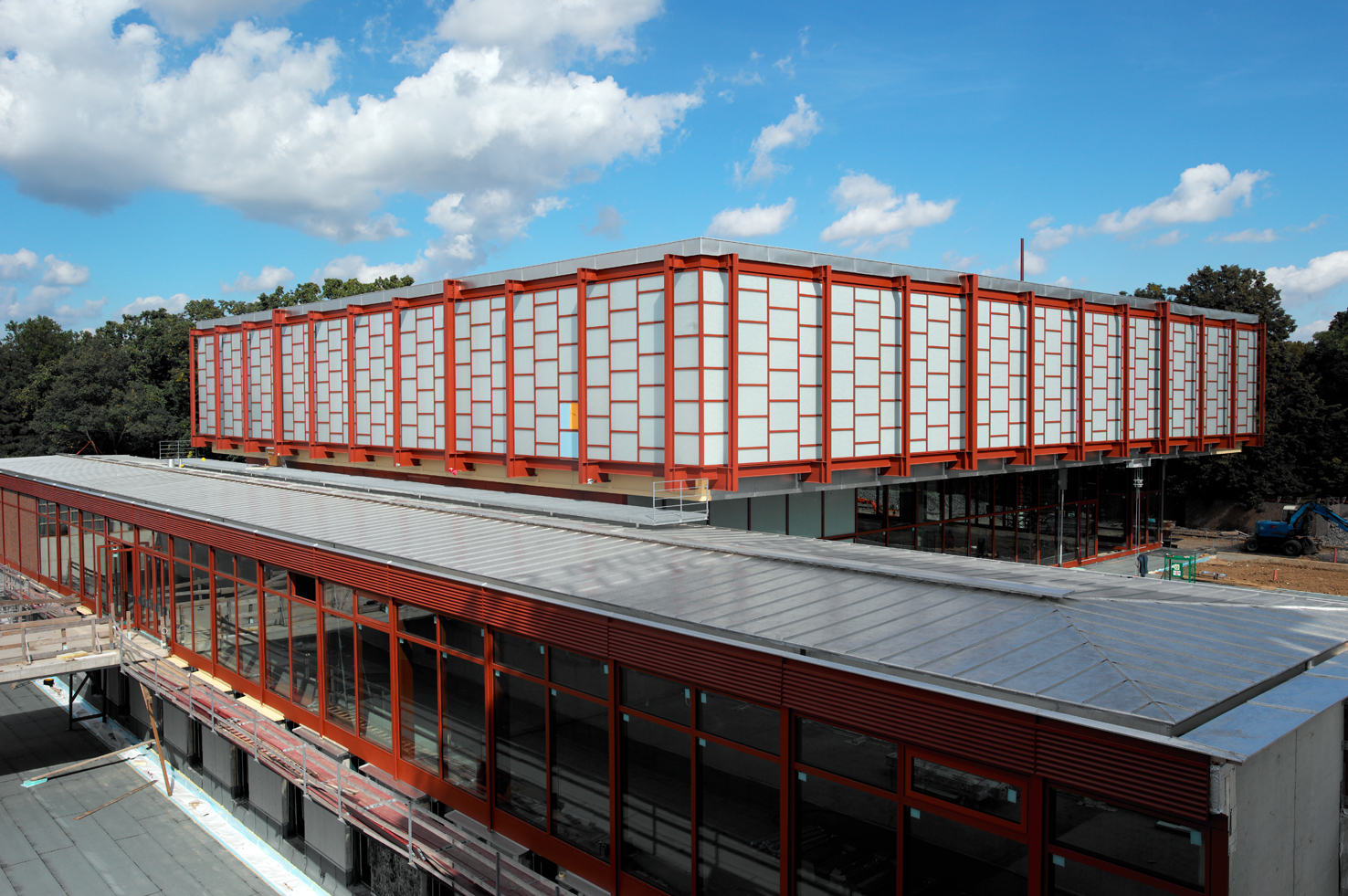
20-й дом в Вене. 2010

После окончания Второй мировой войны, Шванцер работал некоторое время на разных должностях, а в 1948 году открыл собственную архитектурную студию как независимый архитектор. Сначала разрабатывал небольшие проекты, за которые брался с большим вдохновением и при выполнении которых стремился к совершенству.
Первым его большим успехом был проект австрийского выставочного павильона на Всемирной выставке Экспо 1958 года в Брюсселе. Карл Шванцер был удостоен должности полного профессора Венского технического университета, которую он занимал до своей смерти в 1975 году. Одновременно в 1960-е годы читал лекции, как приглашенный профессор, в технических университетах Дармштадте, Будапеште Эр-Рияде.

Башня и Музей BMW
в Мюнхене

В 1947—1975 год Шванцер разработал ряд проектов достопримечательных зданий, в которых их конструкция была тесно связана с функциональностью и структурой. Он создал Австрийский институт дизайна (нем. Österreichische Institut für Formgebung), а в 1967 году открыл вторую собственную архитектурную студию в Мюнхене.
До открытия в Мюнхене летних Олимпийских игр 1972 года он построил 101 метровую башню администрации немецкого автостроительного концерна BMW, которая стала одним из самых заметных архитектурных зданий города.
Внешний вид сооружения формой напоминает автошины в гоночном автомобиле, а гараж — головку блока цилиндров. Башня состоит из четырёх цилиндров диаметром 52.30 м, каждый из которых имеет 22 этажа, два из которых — подвальные, а 18 — офисные. Возле башни тогда же был построен Музей автомобилей BMW — круглое футуристическое здание в форме алюминиевой чаши, с основанием диаметром 20 м. и крышей примерно 40 м.

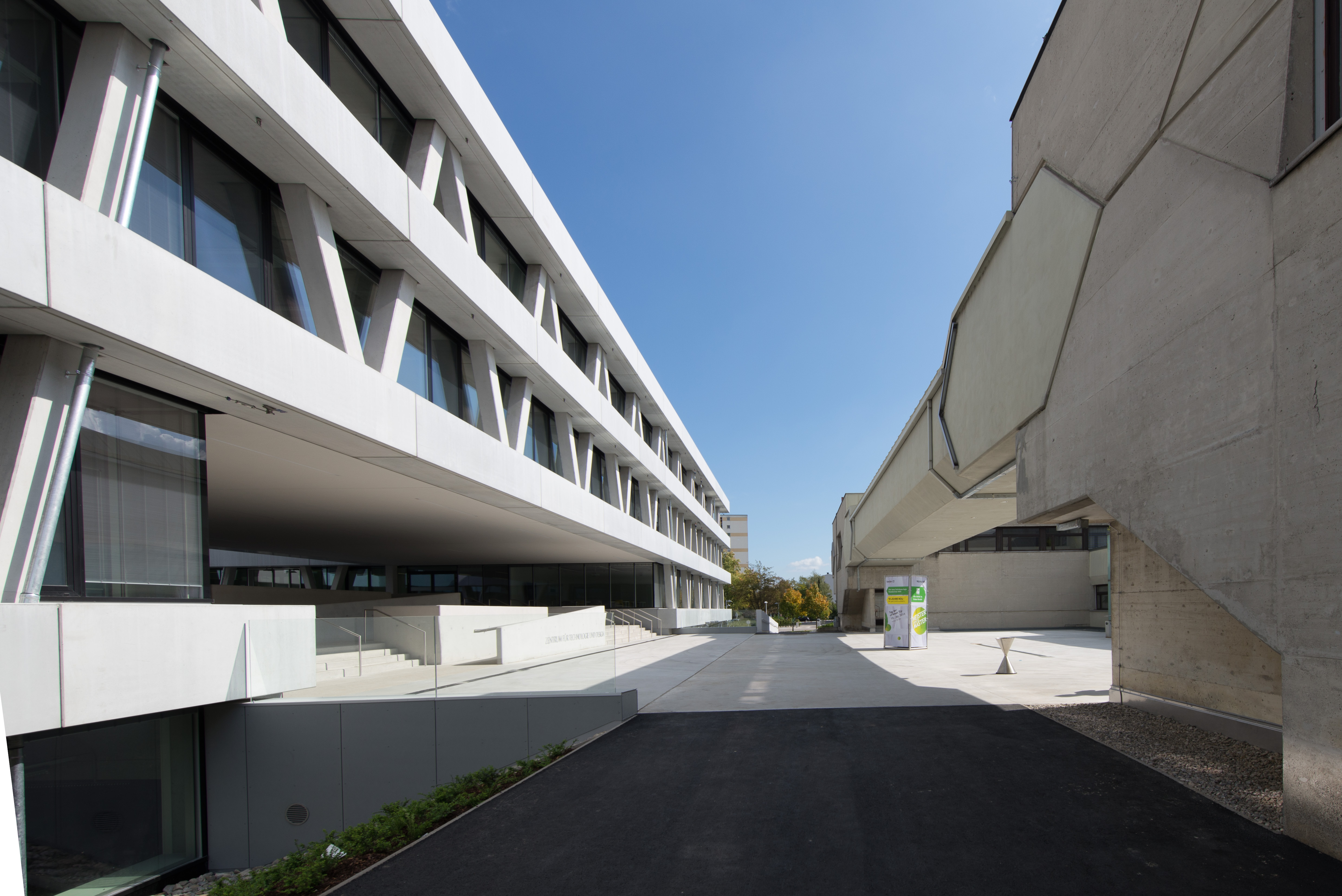
Институт экономики в Санкт-Пельтене

В 1972 году были построены образовательный центр и мастерская Института содействия развитию экономики в Санкт-Пельтене. В проекте реализован принцип максимально возможной рентабельности, возможность гибкой многофункциональности отдельных комнат или групп комнат.
В 1975 Карлу Шванцеру было поручено разработать проект здания представительского характера — посольства Австрии в Бразилии. Проект представляет собой белое здание из местных сборных облегченных бетонных элементов, которое контрастно выделяется на фоне голубого неба и красной земли Бразилии.

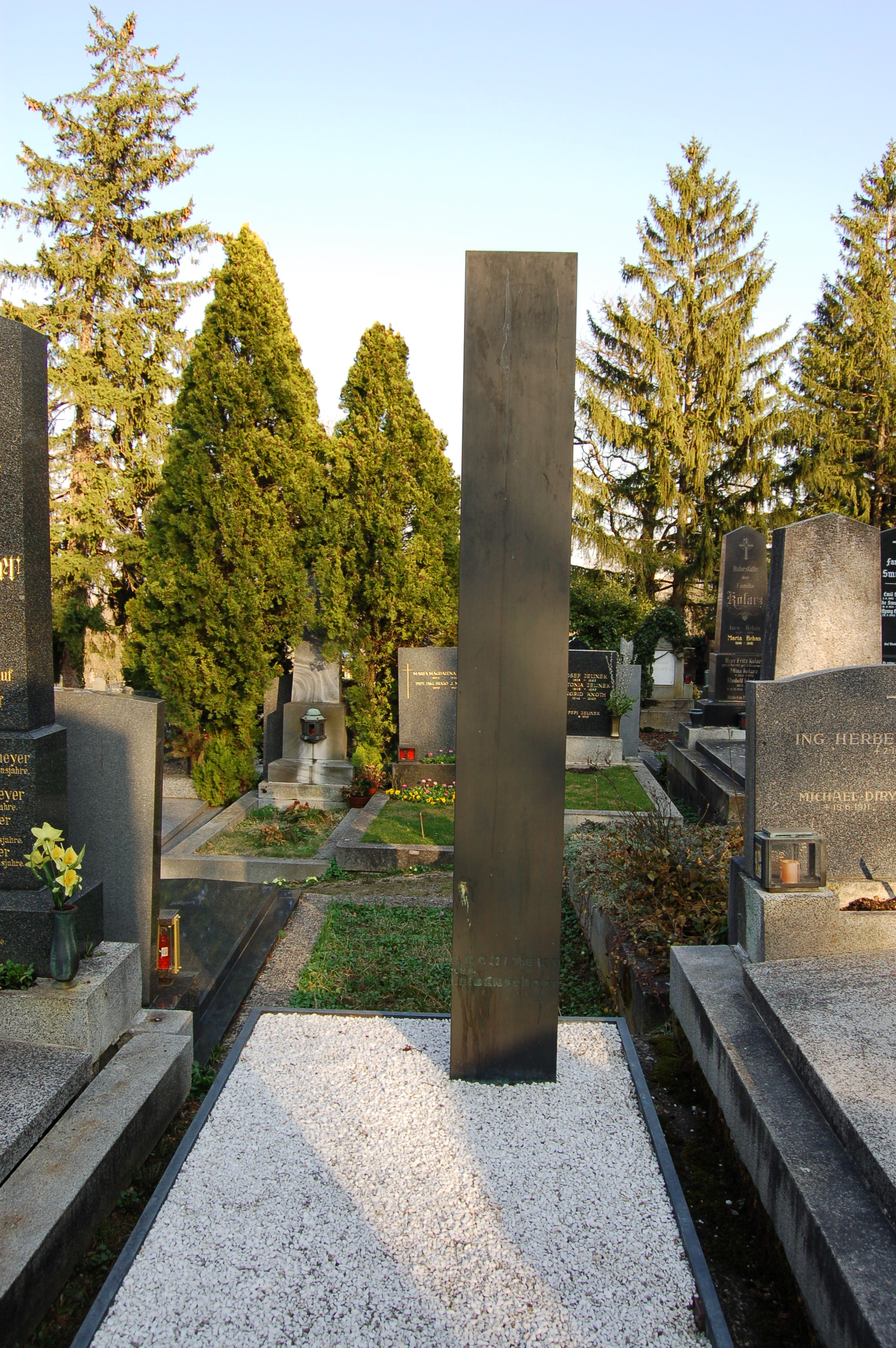
Могила Карла Шванцера

20 августа 1975 года Карл Шванцер ушел из жизни. Посмертно, в 1975 году был награждён Большой Австрийской государственной премией в области архитектуры. В 2008 году его именем была названа улица в 10-м районе Вены.